# Daniel Timsit
Daniel Timsit (* 16. Dezember 1928 in Algier; † 2. August 2002 in Paris) war ein algerischer Politiker, Arzt und Schriftsteller.
Timsit wurde in eine sephardisch-jüdische Familie geboren, die seit Jahrhunderten in Algier ansässig war und durch das Décret Crémieux von 1870 die französische Staatsbürgerschaft erhielt.
Er kämpfte auf der Seite der erwachenden algerischen Unabhängigkeitsbewegung gegen die Kolonialmacht Frankreich, war Mitglied der Parti communiste algérien (PCA) und trat der algerischen Befreiungsfront (Front de Libération Nationale, FLN) bei, weswegen er von 1956 bis 1962 von den französischen Behörden inhaftiert wurde.
In Marseille publizierte er 1961 aus dem Gefängnis heraus Tous Algériens („Sie alle sind Algerier“), eine Zusammenstellung von Werken algerischer Schriftsteller (u. a. Albert Camus).
Nach dem Ende des Algerienkriegs wurde er algerischer Agrarminister und versuchte die „Selbstverwaltung“ und die Bodenreform voranzutreiben. Nach dem Armeeputsch von 1965 verließ er die Regierung, versuchte einige Monate lang als Arzt in Algier tätig zu sein, musste aber Ende der 1960er Jahre Algerien verlassen und wanderte nach Frankreich aus.

## Werke
- Algérie, récit anachronique
- Suite baroque, histoire de Joseph, de Slimane et de nuages
- Récits de la longue patience (Gefängnistagebücher)